# سری جهانی پوکر ۲۰۲۴
سری جهانی پوکر ۲۰۲۴ (WSOP) پنجاه و پنجمین دوره از سری مسابقات جهانی پوکر، یک سری مسابقات سالانهپوکر بود. این رویداد از ۲۸ می تا ۱۷ ژوئیه در بالیز لاس وگاس، پاریس لاس وگاس در لاس وگاس برگزار شد. رویداد اصلی ۱۰۰۰۰ دلایر بدون محدودیت هولدم در ۳ جولای آغاز شد وبرندهن در ۱۷ جولای مشخص شد.

## بازیکن سال
قانون جدیدی که در سال ۲۰۲۴ معرفی شد، مجموع امتیازاتی را که هر بازیکنی می‌تواند کسب کند، به امتیازهایی که از ۱۰ رویداد برتر خود در سراسر سری مسابقات پوکر، از جمله رویدادهای آنلاین می‌تواند به دست آورده، محدود می‌شود.
| رتبه | نام            | امتیاز   | دستبند |
| ---- | -------------- | -------- | ------ |
| ۱    | اسکات سیور     | ۴٬۴۰۳٫۸۵ | ۳      |
| ۲    | ‌ مایکل روکو    | ۳۸۰۳٫۶۷  | ۱      |
| ۳    | ‌ جرمی آسموس    | ۳۶۸۶٫۶۰  | ۰      |
| ۴    | ‌ جان راسنر     | ۳٬۵۵۷٫۱۰ | ۱      |
| ۵    | ‌ شیسیانگ لو    | ۳٬۴۸۰٫۹۳ | ۲      |
| ۶    | ‌ شانس کورنوث   | ۳٬۳۷۹٫۹۹ | ۱      |
| ۷    | ‌ دیوید پروسیاک | ۳٬۲۷۴٫۸۷ | ۲      |
| ۸    | ‌ کریس هونیچن   | ۳٬۰۹۴٫۸۵ | ۱      |
| ۹    | ‌یوری ژیویلوسکی | ۳٬۰۳۳٫۶۴ | ۱      |
| ۱۰   | ‌فیل آیوی       | ۳٬۰۰۴٫۰۴ | ۱      |

| نام             | تعداد چیپ‌ها (درصد از کل) | دستبند سری جهانی پوکر | پول نقد* | درآمد*         |
| --------------- | ------------------------ | --------------------- | -------- | -------------- |
| ‌ جردن گریف      | ۱۴۳٬۷۰۰٬۰۰۰ (۲۳٫۷٪)      | ۰                     | ۳        | ۱۱۱۸۱ دلار     |
| ‌ برایان کیم     | ۹۴٬۶۰۰٬۰۰۰ (۱۵٫۶٪)       | ۱                     | ۱۰       | ۵۲۲٬۰۴۸ دلار   |
| ‌ نیکلاس استدت   | ۹۴٬۲۰۰٬۰۰۰ (۱۵٫۵٪)       | ۰                     | ۵۸       | ۱٬۱۲۶٬۰۵۰ دلار |
| ‌ جو سروک        | ۸۳٬۶۰۰٬۰۰۰ (۱۳٫۸٪)       | ۱                     | ۱۱۱      | ۲٬۰۴۴٬۸۶۰ دلار |
| ‌ جیسون ساگل     | ۶۷٬۳۰۰٬۰۰۰ (۱۱٫۱٪)       | ۰                     | ۲۵       | ۳۳۰٬۰۳۹ دلار   |
| ‌ بوریس آنجلوف   | ۵۲٬۹۰۰٬۰۰۰ (۸٫۷٪)        | ۰                     | ۴۰       | ۲۶۹۷۰۸ دلار    |
| ‌ جاناتان تامایو | ۲۶٬۷۰۰٬۰۰۰ (۴٫۴٪)        | ۰                     | ۶۳       | ۱٬۰۶۹٬۳۳۳ دلار |
| ‌ مالو لاتین     | ۲۵٬۵۰۰٬۰۰۰ (۴٫۲٪)        | ۰                     | ۰        | ۰              |
| ‌ آندرس گونزالس  | ۱۸٬۳۰۰٬۰۰۰ (۳٫۰٪)        | ۰                     | ۳۱       | ۳۶۷٬۱۲۳ دلار   |